# Edward Argar

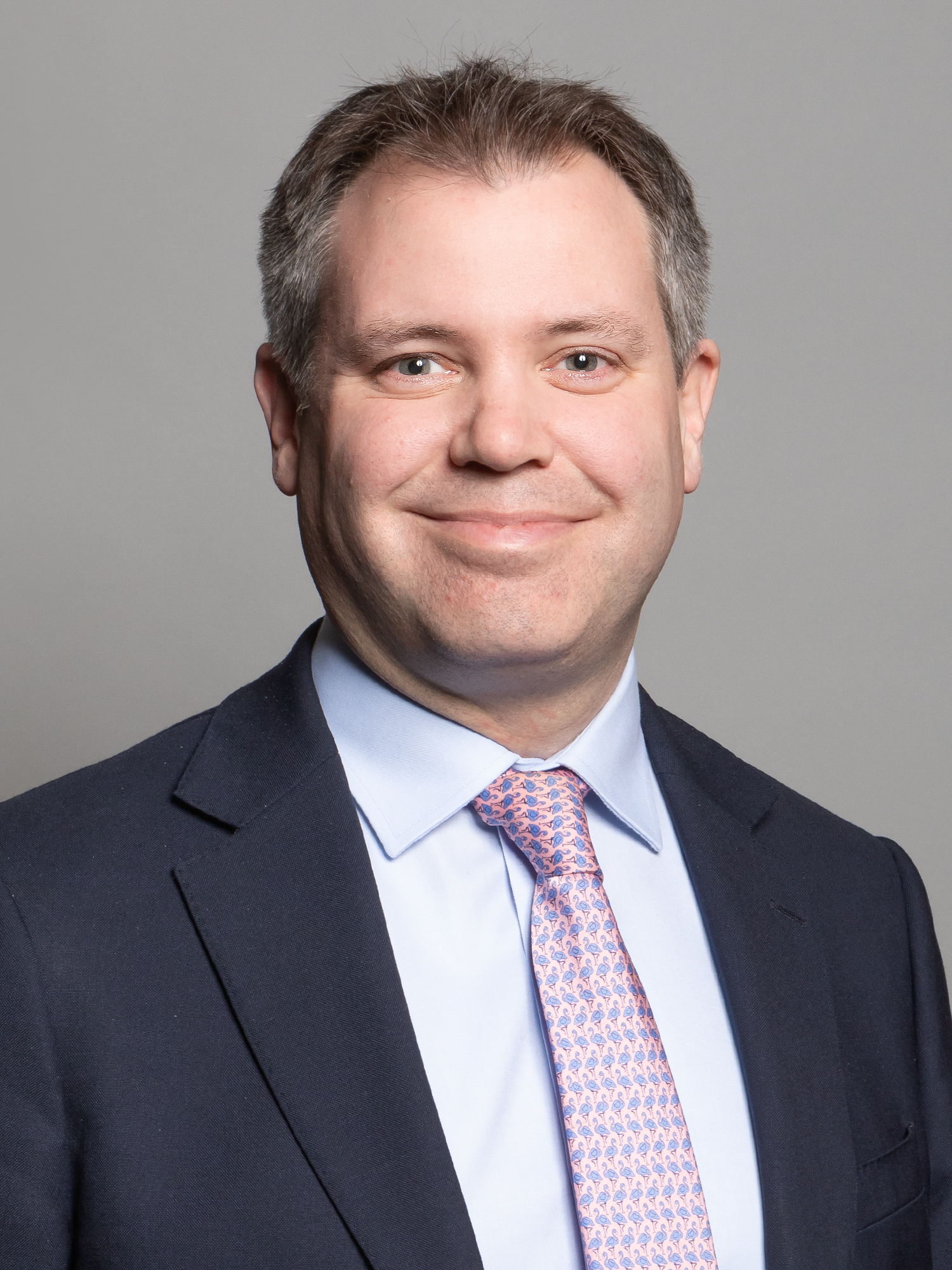
Edward Argar (2020)

Edward John Comport Argar (* 9. Dezember 1977 in Ashford, Kent, England) ist ein britischer Politiker der Conservative Party, der seit 2015 Mitglied des Unterhauses (House of Commons) ist und verschiedene Regierungsämter bekleidete. Im Kabinett Truss war er zwischen dem 6. September und dem 14. Oktober 2022 zunächst Generalzahlmeister (Paymaster General) und Minister für das Kabinettsamt sowie zuletzt vom 14. bis zum 25. Oktober 2022 Chefsekretär des Schatzamtes. Im Kabinett Sunak wurde er am 27. Oktober 2022 Staatsminister im Justizministerium.

## Leben
Edward John Comport Argar absolvierte nach dem Besuch der Harvey Grammar School in Folkestone ein Studium der Geschichte der Neuzeit am Oriel College der University of Oxford. Im Anschluss war er zwischen 2001 und 2005 als Pressesekretär von Michael Ancram tätig, der in dieser Zeit „Außenminister“ im Schattenkabinett der konservativen Tories war und sich dieses Amt mit Sir Alan Duncan teilte. Danach war er Mitarbeiter der Managementberatungsfirma Hedra, die später vom Infrastruktur- und Unternehmensdienstleistungsunternehmen Mouchel übernommen wurde. Seine politische Laufbahn begann 2006 mit der Wahl zum Mitglied des Westminster City Council, des Stadtrates von City of Westminster. Er wurde dort 2008 Beigeordneter und kandidierte 2012 für den Vorsitz des Stadtrates, unterlag dabei allerdings Philippa Roe. Bei der Unterhauswahl am 6. Mai 2010 bewarb er sich für die Conservative Party im Wahlkreis Oxford East für ein Unterhausmandat, unterlag dabei jedoch dem früheren Minister für Arbeit und Pensionen, Andrew Smith. Im Februar 2013 wurde er zum Mitglied des Regionalrates des Verbandes der britischen Industrie CBI (Confederation of British Industry) für die Region South East England und war dort Leiter der Öffentlichkeitsarbeit für das Vereinigte Königreich und Europa.
Bei der Unterhauswahl am 7. Mai 2015 wurde Argar für die Tories im Wahlkreis Charnwood erstmals zum Mitglied des Unterhauses (House of Commons) gewählt und bei den Unterhauswahlen am 8. Juni 2017 und 12. Dezember 2019 jeweils wiedergewählt. Zu Beginn seiner Parlamentszugehörigkeit war er zwischen dem 13. Juli 2015 und dem 21. November 2016 Mitglied des Verfahrensausschusses (Procedure Committee).
Am 14. Juni 2018 übernahm er sein erstes Regierungsamt und fungierte im zweiten Kabinett May bis zum 10. September 2019 als Parlamentarischer Unterstaatssekretär im Justizministerium (Parliamentary Under-Secretary, Ministry of Justice). Im darauf folgenden ersten Kabinett von Boris Johnson übernahm er am 10. September 2019 den Posten als Staatsminister im Ministerium für Gesundheit und Soziales (Minister of State, Department of Health and Social Care) und bekleidete diesen bis zum 6. Juli 2022 auch im zweiten Kabinett von Boris Johnson. Als solcher war er ab dem 7. September 2021 auch zuständig für den Entwurf des Gesundheits- und Pflegegesetzes (Health and Care Bill). Im Anschluss gehörte er zwischen dem 20. Juli und dem 6. September 2022 dem Ausschuss für den Gesetzentwurf für Urlaub und Bezahlung für die Neugeborenenpflege (Neonatal Care (Leave and Pay) Bill) an. Im Kabinett Truss war er zwischen dem 6. September und dem 14. Oktober 2022 zunächst Generalzahlmeister (Paymaster General) und Minister für das Kabinettsamt (Minister for the Cabinet Office). Im Zuge einer Regierungsumbildung wurde er am 14. Oktober 2022 in diesen Ämtern von Chris Philp abgelöst und übernahm stattdessen von diesem vom 14. bis zum 25. Oktober 2022 das Amt als Chefsekretär des Schatzamtes (Chief Secretary to the Treasury).
Im Kabinett Sunak wurde Edward Argar am 27. Oktober 2022 zum Staatsminister im Justizministerium (Minister of State, Ministry of Justice) ernannt.